# Тагайка (река)
Тагайка — река в России, протекает по Майнскому району Ульяновской области. Левый приток Сельди.

## География
Тагайка берёт начало в лесах к юго-западу от села Тагай. Течёт на восток. Впадает в Сельдь у села Уржумское. Устье реки находится в 43 км от устья Сельди. Длина реки составляет 23 км, площадь водосборного бассейна — 237 км². В 3,2 км от устья, по левому берегу впадает река Сиучка.

## Данные водного реестра
По данным государственного водного реестра России относится к Верхневолжскому бассейновому округу, водохозяйственный участок реки — Свияга от истока до села Альшеево, речной подбассейн реки — Волга от впадения Оки до Куйбышевского водохранилища (без бассейна Суры). Речной бассейн реки — (Верхняя) Волга до Куйбышевского водохранилища (без бассейна Оки).
Код объекта в государственном водном реестре — 08010400512112100002219.